# مالونیل-کوآ
مالونیل-کوآ (به انگلیسی: Malonyl-CoA) با فرمول شیمیایی C۲۴H۳۸N۷O۱۹P۳S یک ترکیب شیمیایی با شناسه پاب‌کم ۸۶۹ است. که جرم مولی آن ۸۵۳٫۵۸۲ g/mol می‌باشد. 